# Keith Miller
Pour les articles homonymes, voir Miller.
Keith Ross Miller est un joueur de cricket et de football australien et pilote australien né le 28 novembre 1919 et mort le 11 octobre 2004 à Melbourne.
En cricket, il dispute 55 test-matchs avec l'équipe d'Australie entre 1946 et 1956. Souvent cité comme le meilleur all-rounder qu'ait connu l'Australie, il est intégré au Hall of Fame du cricket australien et à celui de l'ICC lors de leurs inaugurations respectives.
En football australien, il participe à plusieurs saisons de Victorian Football League (future AFL) avec le St Kilda Football Club, jouant un total de 50 matchs.

## Bilan sportif

### Cricket

#### Principales équipes
- Nouvelle-Galles du Sud (1937-1947)
- Victoria (1947-1956)
- Nottinghamshire (1959)
- Marylebone Cricket Club (1959)

## Honneurs
- Un des cinq Wisden Cricketers of the Year de l'année 1954.
- Membre de l'Australian Cricket Hall of Fame depuis 1996 (membre inaugural).
- Membre de l'ICC Cricket Hall of Fame depuis 2009 (membre inaugural)[2].